# Csuhaj
Csuhaj (egyszerűsített kínai írással: 珠海, pinjin: Zhūhǎi) prefektúra szintű város Kínában, Kuangtung tartományban. Lakosainak száma 2 439 585 fő (2020).

## Népesség
| 2018 | 1 891 100 |
| 2020 | 2 439 585 |

## Testvérvárosok
- Braunschweig
- Vitória
- Gdynia
- Gold Coast